# Кальміус-Торецька западина
Ка́льміус-Торе́цька западина — тектонічна структура на південному сході України, північно-західна частина Донецького прогину. 

## Розташування
Займає територію у верхів’ях річок Казенний Торець та Кривий Торець (Донецька область). 

## Параметри
Площа 40×25 км. За даними ГСЗ, кристалічний фундамент платформи занурений на глибину до 18 км. Осадова товща нагромаджувалася у западині починаючи від початку кам’яновугільної епохи. Присутні кам’яне вугілля, пісковики, сланці, вапняки загальною потужністю до 12 км, а також нижньопермські алевроліти, аргіліти, вапняки, сіль, гіпс загальною потужністю до 1,1 км. Кайнозойську товщу складають морські і континентальні піщано-глинисті та карбонатні породи палеогенового і неогенового віку з прошарками бурого вугілля та відклади антропогену – піщано-галечникові у річкових долинах і лесові на вододілах. У сучасному рельєфі Ка́льміус-Торе́цькій западині відповідає Торецько-Бахмутська височина.